# Leopold Ludwig
Leopold Ludwig (Ostrava, 12 gennaio 1908 – Luneburgo, 24 aprile 1979) è stato un direttore d'orchestra austriaco.

## Carriera
Studiò pianoforte e composizione al conservatorio di Vienna e debuttò, nel 1931, ad Opava.
Successivamente divenne direttore musicale ad Oldenburg dal 1936 al 1939.
Nel 1939 debutta al Wiener Staatsoper dirigendo Falstaff (Verdi) con Anton Dermota ed Esther Réthy seguito nello stesso anno da Der Rosenkavalier, Don Carlo, Aida con Mária Németh, Carmen (opera) con Paul Schöffler e la Réthy, La sposa venduta, Palestrina con Schöffler e la Réthy e Sigfrido (opera) con Max Lorenz e Schöffler.
Fu direttore principale dell'Opera di Vienna dal 1943 al 1951, passando poi all'Opera di Amburgo, con lo stesso ruolo, dal 1951 al 1970.
Nel 1950 dirige Albert Herring di Benjamin Britten ad Hannover.
Nel 1955 in Amburgo dirige la prima assoluta di Pallas Athene weint di Ernst Křenek con Hermann Prey ed al Teatro Comunale di Bologna Il crepuscolo degli dei con Martha Mödl.

## Discografia
- Berg: Lulu - Leopold Ludwig/Anneliese Rothenberger, EMI Warner
- Chopin: Konzert für Klavier und Orchester No. 2 f-moll, Op. 21 - Polonaisen No. 6, Op. 53 & No. 3, Op. 40 No. 1 - Stefan Askenase/Berliner Philharmoniker/Leopold Ludwig, Deutsche Grammophon
- Dvořák: Symphony No. 8 & Symphony No. 9  - London Symphony Orchestra/Leopold Ludwig, Grammercy
- Haydn: Symphony No.94 "Surprise" - North German Radio Orchestra/Leopold Ludwig, Menuetto
- Liszt: Piano Concerto Nos. 1 & 2 - Rachmaninov: Piano Concerto No. 2 - Andor Foldes/Berliner Philharmoniker/Leopold Ludwig, Deutsche Grammophon
- Mahler: Symphony No. 9 in D Major - London Symphony Orchestra/Leopold Ludwig, Suite/Everest

## DVD
- Beethoven: Fidelio (Hamburg State Opera studio production, 1968) - Anja Silja/Lucia Popp, Arthaus Musik
- Wagner: Die Meistersinger von Nurnberg (Hamburg State Opera studio production, 1970) - Giorgio Tozzi/Toni Blankenheim, Arthaus Musik
- Weber: Der Freischutz (Hamburg State Opera studio production, 1968) - Gottlob Frick/Toni Blankenheim/Edith Mathis/Tom Krause, Arthaus Musik